# Championnat d'Arménie de football 2000
Navigation
Saison précédente Saison suivante
La saison 2000 du Championnat d'Arménie de football était la 9e édition de la première division arménienne, la Premier-Liga. Les huit meilleurs clubs du pays sont réunis au sein d'une poule unique où ils s'affrontent quatre fois au cours de la saison, deux fois à domicile et deux fois à l'extérieur. À la fin de la saison, le dernier du classement est relégué en Second-Liga, la deuxième division arménienne.
C'est le club d'Araks Ararat (anciennement Tsement Ararat) qui remporte le championnat cette saison après avoir terminé en tête du championnat, avec 2 points d'avance sur l'Ararat Erevan et 3 sur le Shirak FC Giumri, le tenant du titre. Il s'agit du 2e titre de champion d'Arménie de l'Araks, après le championnat gagné en 1998.
Deux clubs déclarent forfait durant l'intersaion : l'Erebuni Erevan et le FC Erevan. Ils sont remplacés par le Kilikia Erevan, normalement relégué en deuxième division mais repêché et le Lernagorts Kapan, afin de pouvoir démarrer la saison avec 8 clubs.

## Les 8 clubs participants
| - Ararat Erevan - Dinamo Erevan - Promu de Second-Liga - Kilikia Erevan - Araks Ararat | - Shirak FC Giumri - Zvartnots Erevan - Mika Ashtarak - Promu de Second Liga - Lernagorts Kapan |

## Compétition
Le barème de points servant à établir le classement se décompose ainsi :
- Victoire : 3 points
- Match nul : 1 point
- Défaite : 0 point

### Classement
| Rang | Équipe             | Pts | J  | G  | N | P  | Bp | Bc | Diff |
| ---- | ------------------ | --- | -- | -- | - | -- | -- | -- | ---- |
| 1    | Araks Ararat       | 61  | 28 | 19 | 4 | 5  | 65 | 33 | +32  |
| 2    | Ararat Erevan      | 59  | 28 | 18 | 5 | 5  | 50 | 23 | +27  |
| 3    | Shirak FC Giumri T | 58  | 28 | 17 | 7 | 4  | 64 | 21 | +43  |
| 4    | Mika Ashtarak P C  | 49  | 28 | 15 | 4 | 9  | 45 | 31 | +14  |
| 5    | Zvartnots Erevan   | 41  | 28 | 11 | 8 | 9  | 44 | 41 | +3   |
| 6    | Kilikia Erevan     | 30  | 28 | 9  | 3 | 16 | 49 | 56 | -7   |
| 7    | Lernagorts Kapan   | 12  | 28 | 3  | 3 | 22 | 29 | 82 | -53  |
| 8    | Dinamo Erevan P    | 7   | 28 | 1  | 4 | 23 | 19 | 78 | -59  |

|  | Qualification pour la Ligue des champions 2001-2002                        |
|  | Qualification pour la Coupe UEFA 2001-2002                                 |
|  | Qualification pour la Coupe UEFA 2000-2001                                 |
|  | Qualification pour la Coupe Intertoto 2001                                 |
|  | Relégation directe en Second-Liga                                          |
|  | T Tenant du titre C Vainqueur de la Coupe d'Arménie P Promu de Second-Liga |

## Bilan de la saison
| Championnat d'Arménie de football 2000 |                         |
| Champion                               | Araks Ararat (2e titre) |
| Coupes et trophées                     |                         |
| Vainqueur de la Coupe d'Arménie 2000   | Mika Ashtarak           |
| Qualifications continentales           |                         |
| Ligue des champions 2001-2002          | Araks Ararat            |
| Coupe UEFA 2000-2001                   | Mika Ashtarak           |
| Coupe UEFA 2001-2002                   | Ararat Erevan           |
| Coupe Intertoto 2001                   | Shirak FC Giumri        |
| Promotions et relégations              |                         |
| Promus en Premier-Liga                 | Armenikum Erevan        |
| Relégués en Second-Liga                | Dinamo Erevan           |